# Uładzimir Baszarymau
Uładzimir Siamionawicz Baszarymau (biał. Уладзімір Сямёнавіч Башарымаў, ros. Владимир Семёнович Башаримов, Władimir Siemionowicz Baszarimow; ur. 5 stycznia 1957 w Janowie w rejonie wieteckim) – białoruski urzędnik państwowy i polityk, deputowany do Rady Najwyższej Republiki Białorusi XIII kadencji.

## Życiorys

### Młodość i praca
Urodził się 5 stycznia 1957 we wsi Janowo, w rejonie wieteckim obwodu homelskiego Białoruskiej SRR, ZSRR. W 1980 ukończył studia na Wydziale Ekonomicznym Homelskiego Uniwersytetu Państwowego. W latach 1973–1974 pracował jako ślusarz w sowchozie „Janowo” w rejonie wieteckim. W latach 1982–1991 był starszym rewidentem księgowym, starszym rewidentem kuratorem w Wydziale Rolnictwa Homelskiego Obwodowego Komitetu Wykonawczego, głównym specjalistą, kierownikiem biura Wydziału Kontrolno-Rewizyjnego (WKR) Homelskiego Obwodowego Komitetu Wykonawczego. W latach 1991–1993 pełnił funkcję kierownika biura WKR Ministerstwa Finansów Republiki Białorusi w obwodzie homelskim. W latach 1991–1994 pracował jako kierownik WKR w Departamencie Kontroli Gospodarczej przy Radzie Ministrów Republiki Białorusi w obwodzie homelskim. Pod koniec lat 90. XX wieku był kierownikiem WKR Służby Kontroli Prezydenta Republiki Białorusi w obwodzie homelskim.

### Działalność parlamentarna
W pierwszej turze wyborów parlamentarnych 14 maja 1995 roku został wybrany na deputowanego do Rady Najwyższej Republiki Białorusi XIII kadencji z Wieteckiego Okręgu Wyborczego Nr 91. 9 stycznia 1996 roku został zaprzysiężony na deputowanego. Od 23 stycznia pełnił w Radzie Najwyższej funkcję przewodniczącego Stałej Komisji ds. Budżetu, Podatków, Banków i Finansów. Był bezpartyjny. 27 listopada 1996 roku, po dokonanej przez prezydenta Alaksandra Łukaszenkę kontrowersyjnej i częściowo nieuznanej międzynarodowo zmianie konstytucji, nie wszedł w skład utworzonej przez niego Izby Reprezentantów Zgromadzenia Narodowego Republiki Białorusi I kadencji. Zgodnie z Konstytucją Białorusi z 1994 roku jego mandat deputowanego do Rady Najwyższej zakończył się 9 stycznia 2001 roku; kolejne wybory do tego organu jednak nigdy się nie odbyły.

## Życie prywatne
Uładzimir Baszarymau jest żonaty, ma dwoje dzieci. W 1995 roku mieszkał w mieście Homel.